# Heteromys teleus
Heteromys teleus är en gnagare i släktet skogstaggspringmöss som förekommer i Ecuador. Artepitet i det vetenskapliga namnet är bildat av det grekiska ordet teleos som betyder avslutat eller komplett. Det syftar på utbredningsområdet som ligger sydligast jämförd med hela släktets utbredningsområde.

## Utseende
Arten är med en kroppslängd (huvud och bål) av 12,1 till 14,8 cm och en svanslängd av 12,4 till 16,1 cm större än Heteromys australis som förekommer från norra Ecuador norrut. Ett exemplar var med 88 g även tyngre. Bakfötterna är 3,5 till 4,0 cm långa och öronen är cirka 1,7 cm stora. I den mörkgråa till svarta pälsen på ovansidan är flera taggar inblandade. Det finns en tydlig gräns mot den vita pälsen på undersidan. Svansen bär främst på bakre delen av undersidan hår och den är lite mörkare på toppen. Håren på fötternas ovansida är oftast vita men några svarta hår finns likaså. Djuret har svarta öron. Heteromys teleus har i varje käkhalva en framtand, ingen hörntand, en premolar och tre molarer. Arten avviker i olika detaljer av kraniet från liknande släktmedlemmar.

## Utbredning
Utbredningsområdet ligger i västra Ecuador i låglandet och i Anderna upp till 2000 meter över havet. Regionen var ursprungligen täckt av tropiska fuktiga eller torra skogar. Arten vistas ofta nära mindre vattendrag.

## Status
Beståndet hotas av skogsavverkningar när odlingsmark för oljepalmer etableras. Arten är sällsynt och den listas av IUCN som sårbar (VU).